# Делекторская, Лидия Николаевна
Лидия Николаевна Делекто́рская (23 июня 1910, Томск, Российская империя — 16 марта 1998, Париж, Франция) — русская переводчица, натурщица и секретарь Анри Матисса. Во время Гражданской войны осталась сиротой, покинула Россию и через Китай попала с тёткой во Францию, где перебивалась случайными заработками. В 1932 году по объявлению устроилась в дом художника Анри Матисса, сначала временно, а потом и на постоянной основе, став для него незаменимым человеком на протяжении более двадцати лет. После окончания Второй мировой войны стала передавать в СССР работы Матисса и связанные с ним предметы. В 1956 году познакомилась в Париже с писателем Константином Паустовским, чьё творчество очень любила. Завязала с ним переписку, бывала у него в гостях в СССР. По его просьбе стала переводить на французский язык его произведения и приняла участие в издании собрания сочинений.

## Биография

### Ранние годы
Лидия Делекторская родилась 23 июня 1910 года в Томске в семье детского врача (современный адрес — улица Кузнецова, дом 20). Во время Гражданской войны эпидемии тифа и холеры унесли жизни её родителей, и в тринадцать лет Лидия осталась круглой сиротой. Сестра матери увезла её к себе в Харбин, где девочка училась в русской школе. Потом Делекторская перебралась во Францию, где в 1930 году вышла замуж за эмигранта Бориса Омельченко, взяв его фамилию; однако семейная жизнь не сложилась. Несмотря на то, что они скоро расстались, брак был расторгнут только в 1936 году. Во Франции Лидия поступила на медицинский факультет Сорбонны, но вынуждена была оставить университет по финансовым причинам.

### Матисс и Делекторская
Некоторое время Лидия Делекторская работала статисткой в кино, танцовщицей и моделью, причём последнее занятие ей больше всего не нравилось, так как было для неё в тягость и отвратительно. Из-за бедности она вынуждена была позировать в трёх студиях художников, но, как она говорила, для этого нужно быть «самоуверенной» по характеру, что к ней не относилось. К Анри Матиссу она попала случайно, прочитав осенью 1932 года на автобусной остановке в Ницце объявление, в котором какой-то совершенно неизвестный для неё художник искал себе помощника на неполный рабочий день и на несколько месяцев. В то время она плохо говорила на французском и не разбиралась в современной живописи, но всё-таки решила попросить место. Матисс отнёсся к ней доброжелательно и исправно платил за сверхурочную работу. Через полгода после окончания его работы над гигантским панно «Танец» (1931—1933), её рассчитали. При этом она заняла у своего работодателя 500 франков, которые её любовник проиграл сразу же в казино. Лидия решила во что бы то ни стало отдать долг: сначала работая в ночном клубе, а затем намереваясь участвовать в одном из популярных в то время танцевальных марафонов. Про это узнал Матисс, сразу отправивший за ней машину. Прибыв к нему домой, Лидия категорически отказалась от того, чтобы художник простил ей долг, чем расположила к себе не только его, но и членов семьи, в том числе его больную жену, которой требовалась сиделка. «Гордую русскую» вновь взяли в семью Матисса, где она прожила более 20 лет — до самой смерти мастера.

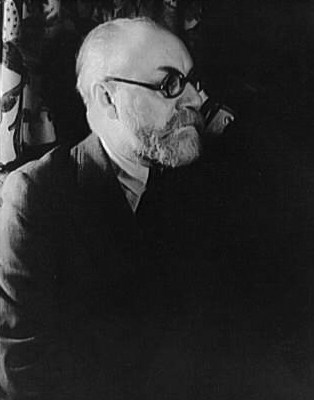
Анри Матисс, начало 1930-х годов

Первоначально Матисс не обращал внимания на «ледяную принцессу» (в другом переводе «снежная королева»), как он её назвал, ни как на женщину, ни как на модель. Ему нравилось писать южный типаж — смуглых брюнеток (за исключением любимой дочери), а русская была высокой, стройной блондинкой с белой кожей. Через некоторое время его «суровый и проницательный взгляд» стал замечать её красоту, но она, по её словам, тогда не придала этому значения: «Хотя в начале нашего знакомства, когда я работала его помощницей, он и сделал с меня 3-4 рисунка, мне и в голову не приходило, что я когда-то снова буду позировать для него». В середине 1930-х годов Матисс переживал тяжёлый период: во время эпидемии вся семья переболела тяжёлым гриппом (включая Лидию), а он испытывал творческий кризис и несколько лет практически не прикасался к краскам, экспериментируя в различных техниках. Среди поклонников современного искусства его искания признавались устаревшими и не соответствующими духу времени. Считается, что вернула его к жизни именно Лидия, которую он стал писать, сделав во второй половине 1930-х годов без малого 90 работ с ней. Про начало позирования для него она вспоминала, что это произошло неожиданно для неё. Как-то она беседовала с Амели и к ним присоединился Матисс с альбомом. Она сидела в своей любимой позе: опёршись руками на спинку стула и склонив голову. Вдруг Анри воскликнул: «Не шевелитесь!» и во время сеанса написал её портрет. После этого такие зарисовки стали продолжаться и он попросил её стать моделью. Если в январе 1935 года Матисс не знал, в каком направлении движутся его художественные искания, то уже через несколько недель после того, как он сделал её первый портрет — «Синие глаза» (Балтиморский музей искусств) — он был полон сил и увлечённо стал писать. С мая по конец октября 1935 года художник работал над картиной «Розовая обнажённая» (Балтиморский музей искусств), а Лидия терпеливо позировала ему, лёжа на сине-белом покрывале в клетку, закинув руку за голову и согнув ноги.
С 1935 по 1939 год она была основной и практически единственной его моделью. С этого же времени она выполняла различную работу по дому: была сиделкой, моделью, секретарём, переводила для Анри статьи, занималась с ним английским языком, помогала в мастерской. Некоторое время она пыталась записывать его рассуждения об искусстве, но даже при его участии эта попытка оказалась неудачной. Амели, за которой Делекторская присматривала в качестве сиделки, была обеспокоена их отношениями и устраивала на протяжении нескольких месяцев скандалы. В 1939 году она всё-таки вынудила Матисса отказать Делекторской от дома. После этого Лидия пыталась застрелиться, выстрелив себе в грудь, но пуля попала в кость и застряла. Она говорила, что в сложившейся обстановке в семье Матиссов её не в чем упрекнуть, так как она не претендовала на любовь мастера. При этом она очень боялась потерять работу, так как судьба лица без гражданства была крайне незавидна и она не хотела оказаться в положении, в котором была, когда только прибыла во Францию. Тем более, что всё это происходило в тяжёлые предвоенные годы. В феврале 1939 был составлен договор о расторжении брака: Амели досталась половина имущества, в том числе и работы Матисса. Раздел продолжался несколько месяцев и был крайне мучителен для больного художника. В середине июля 1939 года он вызвал Лидию к себе в Рошфор: она появилась в день его именин — 14-го. После расставания Матисса с женой Делекторская стала едва ли не самым близким к нему человеком, администрировала его студию, присматривала за финансовыми делами. Вместе с ним она в октябре 1939 года перебралась из Парижа на Ривьеру. Во время Второй мировой войны она жила в доме Матисса в Ницце и Вансе. Она всячески подчёркивала своё подчинённое положение: носила передник, жила со слугами в мансарде, обращалась к нему только на «вы» и «патрон». Несмотря на это многие были уверены, что между ними есть любовная связь, и осуждали это. От неё отвернулась тётка, которая заботилась о ней в детстве и вывезла из России. Жена и дети Матисса обвиняли её в грязной связи с их отцом, всячески подчёркивали своё превосходство и игнорировали её, находясь в её обществе. В последние годы войны ситуация со снабжением крайне обострилась и обеспечение дома полностью легло на Лидию: она добывала еду, дрова, топила печку и даже взяла несколько уроков бокса, чтобы защищаться от мародёров.
Летом 1945 года «мадам Лидия» поселилась с художником в Париже, находясь в довольно двусмысленном положении. Художника, как и его друга и соперника Пабло Пикассо, стали воспринимать как национальное достояние. Все многочисленные переговоры с коллекционерами, издателями и властями велись только через Лидию. После освобождения Франции она решила подарить России несколько его работ. Для этого она отобрала семь рисунков, достойных музейной экспозиции, и предложила ему посредством записки купить их по рыночной цене, без скидки на их отношения. Художник одобрил её выбор и добавил к ним ещё один бесплатно.
В 1952 году Матисс подарил ей одну из самых ценимых своих картин — «Натюрморт. Раковина на чёрном мраморе» (Государственный музей изобразительных искусств имени А. С. Пушкина, 1940). Это было сделано «в благодарность и в связи с 20-летием её верной и преданной мне службы, внёсшей такой вклад в моё творчество и так дополнившей его». Делекторская крайне щепетильно относилась к подаркам Матисса, а он старался как можно деликатнее их преподнести. Он стремился материально её обеспечить, так как было известно, что в завещании его музе ничего не будет предусмотрено. Обычно он преподносил ей свои творения дважды в году: на день рождения и Новый год.
3 ноября 1954 года художник скончался в Ницце от сердечного приступа в возрасте 84-х лет: это произошло на руках Лидии и дочери Маргериты. За день до этого Лидия пришла к нему после того, как помыла волосы и покрыла голову полотенцем. Смертельно больной художник посмотрел на неё, оживился и по её предложению решил написать несколько её рисунков. После того как она принесла бумагу с карандашом, он сделал с неё четыре наброска. Последний особенно ему понравился, и, рассмотрев его, он удовлетворённо сказал: «Хорошо!». Это была последняя работа в его жизни. Сразу после его смерти она ушла из дома, предоставив заниматься похоронами и его имуществом членам семьи.

### Связи с родиной
На протяжении ряда лет Лидия передала сотни работ, скульптур, ценных книг, связанных с Матиссом предметов, архивных материалов в ГМИИ и Эрмитаж. Делекторская интересовалась советской литературой и долгое время переписывалась с Константином Паустовским, став со временем основной переводчицей его произведений на французский язык. По его словам, они познакомились в Париже в 1956 году, когда писатель на три дня приехал в столицу Франции. Лидия со своей двоюродной сестрой по собственной инициативе пришла в гостиницу, чтобы познакомиться с делегацией советских писателей, попросить их автографы и предложить свои услуги в качестве гида. Свои впечатления об этой встрече Константин Георгиевич отразил в очерке «Мимолётный Париж» (1959). Он с благодарностью писал о её изяществе, чистой и певучей русской речи, воспитанности, сдержанности и предупредительности. Они знали, что Лидия с сестрой получили советские паспорта и работали на связанное с СССР издательство, специализирующееся на искусствоведческой литературе. Только в последний день пребывания в Париже Паустовский узнал о той роли, которую их провожатая сыграла в жизни Матисса. Гости попросили её показать, как живёт простой француз, и она согласилась представить в этом качестве своё скромное жилище. Когда они вошли в квартиру, то были поражены открывшейся неожиданной картиной: все стены были увешаны полотнами, а некоторые из них были портретами хозяйки. На недоумённый вопрос, откуда такие сокровища, она ответила:
— Дело в том, — сказала наконец с усилием Лидия Николаевна, — что я была в течение более чем двадцати лет очень близким Матиссу человеком, его секретаршей и помощницей. Он умер у меня на руках. Эти картины он подарил мне. Часть из них я отослала в дар Эрмитажу. Остальные после моей смерти будут национальной собственностью. Какой человек был Матисс, я рассказать не могу. Нечего даже и пытаться. Лучше выпьем на прощание вина.
Позже Даниил Гранин по-другому описывал знакомство советских писателей и Делекторской. По его воспоминаниям, она подошла к ним на улице со своей сестрой Еленой и представилась, сказав, что является давней поклонницей творчества Паустовского. Они посетили её двухкомнатную квартирку, даже по советским меркам являющуюся довольно скромной, но где хранилось настоящее сокровище — картины Матисса. Паустовский был восхищён эмигранткой и намеревался написать повесть, основанную на истории отношений между «великой женщиной» и «великим художником», где хотел показать её любовь не только к Матиссу, но и к России. Однако этот замысел, которым он делился с друзьями, так и не был реализован. Позже Гранин переписывался с Лидией, встречался с ней в Ленинграде и Париже. По его словам, «Она привлекала к себе душевностью и какой-то особой деликатной сердечностью. В ней соединялись русская интеллигентность и французская изысканность». Во время парижской встречи 1956 года, по предложению Паустовского, она согласилась перевести на французский его работы, сложные для понимания в другой языковой культуре. У них завязалась переписка; бывая в СССР, Делекторская гостила у писателя, обсуждая с ним необходимые ей детали для понимания его произведений. Кроме того, она поддерживала дружеские отношения с директором Пушкинского музея Ириной Антоновой, с которой общалась в том числе и бывая в СССР. В 1982 году Делекторская передала в дар Эрмитажу полное собрание гравюр Матисса. Лидия Николаевна с гордостью говорила: «Я подарила Франции Паустовского, а России Матисса!».

### Поздние годы
В поздние годы Делекторская вела очень скромный образ жизни. Продала парижскую квартиру с условием, что она перейдёт в собственность покупателя после её смерти, и жила на полученные средства. Считалась одним из крупнейших специалистов по жизни и творчеству Матисса (по этим вопросам с ней консультировались искусствоведы), писала статьи.
Покончила жизнь самоубийством 16 марта 1998 года в Париже. Согласно её воле, её прах был привезён из Франции и погребён под Санкт-Петербургом, в Павловске. На памятнике были представлены слова Пикассо: «Матисс сохранил её красоту для вечности», а также текст, характеризующий её отношения с мастером: «Муза. Друг. Секретарь Анри Матисса».

## Память
- В Государственном музее изобразительных искусств имени А. С. Пушкина в ноябре 2002 года проходила выставка «Лидия Делекторская — Анри Матисс. Взгляд из Москвы», на которой экспонировались её дары музею — более двухсот различных произведений искусства, книг, фотографий, архивных документов, мемориальных предметов (две палитры художника; вышитые блузы, части костюмов и украшения, в которых Делекторская позировала Матиссу; фотоаппарат, с которым художник ездил на Таити, резиновый мячик, которым он в конце жизни тренировал руку, и другие предметы)[30]. Издан каталог выставки[31].
- В Государственном Эрмитаже в октябре 2005 года состоялась выставка «Дар бесценный. Посвящается Лидии Николаевне Делекторской. Живопись, скульптура, рисунки, эстампы, книги». Выставка представляла собой произведения Анри Матисса, переданные в дар Эрмитажу Делекторской, и насчитывала более ста экспонатов из собрания музея[32].

### Документальные фильмы
- Lydia D. Документальный фильм (Россия, 2010, режиссёр Олеся Фокина).
- Свет очей (Анри Матисс и Лидия). Документальный фильм (Россия, 2010, режиссёр Юлий Лурье).
- Русская модель Матисса. Документальный фильм (Россия, 2009, режиссёр Иракли Кочламазашвили).